# Birmingham Brummies
Birmingham Brummies – żużlowy klub z Birmingham (Anglia). 2-krotny wicemistrz w latach 1952 i 2013 oraz 2-krotny brązowy medalista w latach 1953 i 1956. Przed sezonem 2015 klub przeniósł się do najniższej klasy rozgrywkowej w Wielkiej Brytanii (National League).
Barw drużyny bronili m.in. Bengt Jansson, Finn Rune Jensen, Kelly Moran, Hans Nielsen, Billy Sanders i Paul Thorp.
Polscy żużlowcy startujący w barwach Birmingham: Krzysztof Kasprzak, Adam Skórnicki i Bartosz Zmarzlik.